# Novi Svet
Novi Svet – wieś w Słowenii, w gminie Logatec. W 2018 roku liczyła 106 mieszkańców.